# Municipio de Conway (Míchigan)
El municipio de Conway (en inglés: Conway Township) es un municipio ubicado en el condado de Livingston en el estado estadounidense de Míchigan. En el año 2010 tenía una población de 3546 habitantes y una densidad poblacional de 36,23 personas por km².

## Geografía
El municipio de Conway se encuentra ubicado en las coordenadas 42°44′19″N 84°5′26″O / 42.73861, -84.09056. Según la Oficina del Censo de los Estados Unidos, el municipio tiene una superficie total de 97.88 km², de la cual 97,71 km² corresponden a tierra firme y (0,17 %) 0,17 km² es agua.

## Demografía
Según el censo de 2010, había 3546 personas residiendo en el municipio de Conway. La densidad de población era de 36,23 hab./km². De los 3546 habitantes, el municipio de Conway estaba compuesto por el 96,45 % blancos, el 0,28 % eran afroamericanos, el 0,79 % eran amerindios, el 0,76 % eran asiáticos, el 0,08 % eran de otras razas y el 1,64 % eran de una mezcla de razas. Del total de la población el 1,69 % eran hispanos o latinos de cualquier raza.